# Подстилочная камнелюбка
Подстилочная камнелюбка (лат. Petropedetes newtonii) — вид бесхвостых земноводных из семейства Petropedetidae. Встречается на острове Биоко (Экваториальная Гвинея) и в прибрежной части Камеруна. Его путают с Petropedetes vulpiae и Petropedetes johnstoni, а также считают синонимом последнего. Поскольку голотип Petropedetes newtonii утерян, в 2018 году был определен неотип.

## Этимология
Видовое название newtonii дано в честь Франсиско Ксавьера Окли де Агияра Ньютона, португальского ботаника, собиравшего растения в Африке в 1880-х годах.

## Описание
Длина взрослых самцов составляет 33-35 мм, а взрослых самок — 30-41 мм. Тело относительно крепкое. Голова умеренно треугольная и её ширина немного больше длины. Морда относительно заостренная. Глаз большой. Барабанная перепонка отчетливая, меньше глаза. Кончики пальцев передних и задних конечностей расширены в диски в форме сердца; на передних лапах нет перепонок, а на задних могут быть рудиментарные перепонки. На коже спины рассеянные пустулы. Зафиксированные экземпляры сверху коричневые, а снизу белые. У самцов сильно развитые предплечья, дорсальный шип на дистальном крае пястной кости I пальца, ороговевшие спикулы на передних лапах и краях барабанной перепонки, большой бугорок тенара и хорошо развитый плечевой гребень.

## Среда обитания и охрана
Подстилочная камнелюбка известна из разбросанных мест на Биоко от уровня моря до 1000 м над уровнем моря и из прибрежного Камеруна. Взрослые особи встречаются в ручьях и рядом с ними (на расстоянии двух метров), но молодые особи могут встречаться вдали от воды. Их можно найти на берегах ручьев, скалах или среди растительности, но иногда они сидят на высоте 1,8 м над водой.
Статус сохранения Petropedetes newtonii в его нынешнем состоянии не оценивался.